# Augan
Augan (en idioma francés y oficialmente; Algam en bretón) es una localidad y comuna francesa en la región administrativa de Bretaña, en el departamento de Morbihan. 
Sus habitantes reciben el gentilicio de Alganais y Alganaises o los Auganais y las Auganaises

## Demografía
| 1393 | 1310 | 1296 | 1302 | 1389 | 1272 |
| Para los censos de 1962 a 1999 la población legal corresponde a la población sin duplicidades (Fuente: INSEE [Consultar]) |      |      |      |      |      |

## Lugares de interés
- Iglesia St Marc
- Capillas de St Nicolas de Binio, St Malo du Plessis, St Méen de Gerguy, Notre-Dame du Bourg, Ste Catherine y Sainte-Anne
- Castillos de Lémo, la Touraille, Beaurepaire, la Ville-Voisin, Hardouin, las Landérieux